# Chondrodactylus
Chondrodactylus é um género de répteis escamados da família Gekkonidae. Este género é monotípico, ou seja, é constituido apenas por uma espécie: Chondrodactylus angulifer.
Esta espécie é originária de África, mais precisamente do Botsuana,  Namíbia e África do Sul.